# Plážový fotbal na Asijských plážových hrách
Plážový fotbal na Asijských plážových hrách je soutěž v plážovém fotbalu asijských plážových her. Poprvé se konala v roce 2008 v Indonésii. Na posledním turnaji v roce 2016 zvítězili reprezentanti Japonska.

## Turnaje
| Rok          | Pořadatel          |                         | Finále             | Finále                  | Finále                  | O třetí místo | O třetí místo | O třetí místo |
| Rok          | Pořadatel          | Vítěz                   | Skóre              | 2. místo                | 3. místo                | Skóre         | 4. místo      |               |
| 2008 Detaily | Indonésie (Bali)   | Omán                    | 3 - 1              | Spojené arabské emiráty | Bahrajn                 | 2 - 1         | Jižní Korea   |               |
| 2010 Detaily | Omán (Maskat)      | Spojené arabské emiráty | 2 - 2 (2 - 1) pen. | Omán                    | Írán                    | 6 - 1         | Čína          |               |
| 2012 Detaily | Čína (Chaj-jang)   | Írán                    | 2 - 0              | Čína                    | Palestina               | 6 - 5         | Libanon       |               |
| 2014 Detaily | Thajsko (Phuket)   | Írán                    | 4 - 3              | Japonsko                | Spojené arabské emiráty | 8 - 2         | Vietnam       |               |
| 2016 Detaily | Vietnam (Danang)   | Japonsko                | 4 - 3 (prodl.)     | Omán                    | Libanon                 | 9 - 5         | Afghánistán   |               |
| 2025 Detaily | Indonésie (Manado) |                         |                    |                         |                         |               |               |               |

## Medailový stav podle zemí do roku 2016 (včetně)
| Pořadí | Země                    | Zlato | Stříbro | Bronz | Celkem |
| 1.     | Írán                    | 2     | 0       | 1     | 3      |
| 2.     | Omán                    | 1     | 2       | 0     | 3      |
| 3.     | Spojené arabské emiráty | 1     | 1       | 1     | 3      |
| 4.     | Japonsko                | 1     | 1       | 0     | 2      |
| 5.     | Čína                    | 0     | 1       | 0     | 1      |
| 6.     | Bahrajn                 | 0     | 0       | 1     | 1      |
| 6.     | Palestina               | 0     | 0       | 1     | 1      |
| 6.     | Libanon                 | 0     | 0       | 1     | 1      |